# Кирилл VI
Патриа́рх Кирилл VI  (греч. Πατριάρχης Κύριλλος ΣΤ΄, в миру Константинос Серпедзоглу, греч. Κωνσταντίνος Σερπεντζόγλου; 1769, Адрианополь — 10 (22) апреля 1821, Адрианополь) — патриарх Константинопольский (1813—1818). Во время восстания за независимость Греции повешен турками. Канонизирован как священномученик (память 18 апреля по юлианскому календарю), в народе прозван Этномартирас (греч. Εθνομάρτυρας, что дословно означает «мученик Нации»).

## Биография
Родился в 1769 году в Адрианополе (ныне Эдирне, Турция) в бедной семье, где и получил первоначальное образование. Отличился в учёбе и снискал расположение митрополита Адрианопольского Каллиника, который стал его покровителем. По окончании образования был рукоположен владыкой Каллиником во диакона и оставлен при нём секретарём в 1791 году.
В 1792 году последовал за митрополитом Каллиником в Никею или же, по другим данным, сблизился с митрополитом Ефесским Гавриилом и поступил диаконом и секретарём к нему.
В 1801 году, когда митрополит Каллиник был избран Патриархом Константинпольским, он назначил Кирилла патриаршим архидиаконом, и Кирилл занялся реорганизацией семинарии Патриархата.
В сентябре 1803 года Кирилл был избран митрополитом города Иконион (ныне Конья), где пробыл семь лет. Здесь он развил деятельность по повышению уровня образования греческого населения. В 1810 году Кирилл стал митрополитом своего родного Адрианополя. 4 марта 1813 года, после ухода патриарха Иеремии IV, Кирилл был избран Константинопольским Патриархом.
Став патриархом, Кирилл уделил особое внимание развитию образования, создал музыкальное училище, реорганизовал больницу Константинополя и издал множество книг, в основном церковных. Кирилл навёл порядок в финансах Патриархата, и при нём вновь стали действовать патриаршья типография и высшая Греческая школа (Μεγάλη του Γένους Σχολή). Есть предположение, что Кирилл был посвящён в тайное революционное общество «Филики Этерия», готовившее восстание греков против оттоманского ига; также имеется версия о том, что к отставке (последовавшей 13 декабря 1818 года) его принудил султан Махмуд II.
После отставки Кирилл удалился на родину, в Адрианополь.
В конце февраля (по григорианскому календарю) 1821 года Александр Ипсиланти с гетеристами перешёл реку Прут, подняв восстание в Молдавии и Валахии, после чего началось восстание в Морее (25 марта 1821 года по юлианскому календарю). Последовала резня греческого населения по всей территории Османской империи.
В первый день Пасхи 10 (22) апреля 1821 года, в тот же день, когда в Константинополе был повешен Григорий V, по султанскому указу в Адрианополе были казнены тридцать священников и знатных горожан во главе с Кириллом. Тело Кирилла висело на воротах митрополии три дня, а затем было выброшено в реку Марица (Эврос). Оно было найдено крестьянином и похоронено во дворе дома в селе Питион в номе Эврос.

## Почитание
Патриарх Кирилл был канонизирован Элладской православной церковью в 1993 году. Память совершается 18 апреля.